# 1940-es magyar atlétikai bajnokság
Az 1940-es magyar atlétikai bajnokság a 45. magyar bajnokság volt. Három újabb versenyszám került a programba, a 10 km-es gyaloglás, kis mezei futás (4 km) és a kis mezei futás csapatverseny.

## Eredmények

### Férfiak
| Versenyszám            | Arany                                                                                  | Arany     | Ezüst                                                                       | Ezüst     | Bronz                                                                         | Bronz     |
| ---------------------- | -------------------------------------------------------------------------------------- | --------- | --------------------------------------------------------------------------- | --------- | ----------------------------------------------------------------------------- | --------- |
| 100 m                  | Szigetvári Ferenc Pécsi EAC                                                            | 10,9      | Pelsőczy Pál TSE                                                            | 11,1      | Ember László BBTE                                                             | 11,2      |
| 200 m                  | Gyenes Gyula MAC                                                                       | 22,1      | Pelsőczy Pál TSE                                                            | 22,4      | Szigetvári Ferenc Pécsi EAC                                                   | 22,5      |
| 400 m                  | Góby József BBTE                                                                       | 50,5      | Vadas József MAC                                                            | 50,9      | Jagicza György Újpesti TE                                                     | 51,0      |
| 800 m                  | Harsányi Gusztáv BBTE                                                                  | 1:55,9    | Aradi János MAFC                                                            | 1:57,2    | Híres László Újpesti TE                                                       | 1:58,8    |
| 1500 m                 | Harsányi Gusztáv BBTE                                                                  | 3:54,6    | Szabó Miklós MAC                                                            | 3:55,8    | Aradi János MAFC3:59,6                                                        |           |
| 5000 m                 | Kelen János BBTE                                                                       | 14:35,0   | Esztergomi Mihály BSZKRT                                                    | 15:00,6   | Németh Béla MAC                                                               | 15:14,5   |
| 10 000 m               | Szilágyi Jenő BBTE                                                                     | 30:33,8   | Kelen János BBTE                                                            | 30:34,0   | Csaplár András MAC                                                            | 31:16,6   |
| 110 m gát              | Hidas Ödön BLE                                                                         | 15,1      | Szabó Endre MAC                                                             | 15,2      | Kiss József TSE                                                               | 15,9      |
| 400 m gát              | Karácsony Nándor Pécsi AC                                                              | 56,6      | Nádasdi Pál Diósgyőri MÁVAG                                                 | 56,8      | Kiss József TSE                                                               | 57,1      |
| 3000 m akadály         | Szilágyi Jenő BBTE                                                                     | 9:37,2    | Sárvári József Testvériség                                                  | 10:21,6   |                                                                               |           |
| 10 km gyaloglás        | Jánosi Rezső MÁV Gépgyári SK                                                           | 49:54,6   | Selmeczi József Ferencvárosi TC                                             | 50:43,8   | Peszeky Ádám MÁV Gépgyári SK                                                  | 53:35,0   |
| magasugrás             | Gáspár József MÁV Gépgyári SK                                                          | 182 cm    | Bánsági György MOVE Rákosligeti TSE                                         | 174 cm    | Tordai Gyula Ferencvárosi TC                                                  | 174 cm    |
| távolugrás             | Vermes Vilmos BBTE                                                                     | 717 cm    | Gyuricza István MAC                                                         | 710 cm    | Zajki Tibor BBTE                                                              | 693 cm    |
| hármasugrás            | Somló Lajos MAC                                                                        | 14,07 m   | Dusnoki Géza MAC                                                            | 13,98 m   | Somogyi László BBTE                                                           | 13,92 m   |
| rúdugrás               | Zsuffka Viktor MAC                                                                     | 390 cm    | Kovács Ferenc TSE                                                           | 382 cm    | Kovács István Testnevelési Főiskola                                           | 350 cm    |
| súlylökés              | Németh Ernő BSZKRT                                                                     | 14,80 m   | Darányi József MAC                                                          | 14,61 m   | Rákhely Gyula Alba Regia AK                                                   | 14,19 m   |
| diszkoszvetés          | Horváth Vilmos Diósgyőri MÁVAG                                                         | 50,61 m   | Kulitzy Jenő BBTE                                                           | 47,26 m   | Remetz József MCSTSE                                                          | 44,86 m   |
| gerelyhajítás          | Várszegi József MAC                                                                    | 65,45 m   | Bényi Károly Pécsi EAC                                                      | 63,03 m   | Rákhely Gyula Alba Regia AK                                                   | 60,36 m   |
| kalapácsvetés          | Kemény Gábor BSZKRT                                                                    | 46,15 m   | Rácz Béla MAC                                                               | 43,47 m   | Németh Imre MAC                                                               | 40,30 m   |
| tízpróba               | Csányi Sándor BEAC                                                                     | 5502 pont | Verőczi Imre BEAC                                                           | 5306 pont | Hársfalvy Andor GYAK                                                          | 5060 pont |
| maraton                | Kiss József MTK                                                                        | 2:36:10,6 | Nagyvári János MTK                                                          | 2:41:53,2 | Mauréry Tibor Weiss Manfréd TK                                                | 2:42:44,0 |
| mezei futás            | Csaplár András MAC                                                                     | 31:38     | Szilágyi Jenő Egyesületen kívüli                                            | 31:44     | Kelen János BBTE                                                              | 32:13     |
| kis mezei futás (4 km) | Farkas Béla Testvériség                                                                | 13:04,2   | Esztergomi Mihály BSZKRT                                                    | 13:10,6   | Aradi János Műegyetemi AFC                                                    | 13:14,0   |
| 4 × 100 m              | BBTE Kovács József Góby József Polgár Jenő Vermes Vilmos                               | 43,0      | Diósgyőri MÁVAG Képes József Szaladós József Nádasdi Pál Bakky Sándor       | 43,9      | BBTE Zajki Tibor Somogyi Assakürti Tibor Görkói János                         | 44,0      |
| 4 × 200 m              | BBTE Zajki Tibor Góby József Polgár Jenő Kovács József                                 | 1:29,9    | Újpesti TE Szörényi Baranyai Zsigmond Regős Lajos Sándor György             | 1:30,4    | Diósgyőri MÁVAG Képes József Szaladós József Nádasdi Pál Bakky Sándor         | 1:32,2    |
| 4 × 400 m              | BBTE Görkói János Assakürti Tibor Polgár Jenő Góby József                              | 3:22,1    | Újpesti TE Sándor György Jagicza György Regős Lajos Híres László            | 3:23,0    | MAC Szabó Gombos Gyenes Gyula Vadas József                                    | 3:27,2    |
| 4 × 800 m              | BBTE Góby József Polgár Jenő Pitz Lőrinc Harsányi Gusztáv                              | 8:04,0    | Újpesti TE Szörényi Viktor Zoltai Jagicza György Híres László               | 8:04,4    | Testvériség Istokovits József Marincsák László Rakonczay Károly Tárnoki Péter | 8:23,0    |
| 4 × 1500 m             | MAC Istenes Gusztáv Csaplár András Iglói Mihály Szabó Miklós                           | 16:16,8   | BBTE Lendvai Pál Szilágyi Jenő Kelen János Harsányi Gusztáv                 | 16:17,2   | Újpesti TE Híres László Gulyás László Zoltai László Eper Imre                 | 16:30,2   |
| 5000 m csapat          | MAC Szabó Miklós Csaplár András Németh Béla Iglói Mihály Rátonyi Sándor                | 41 pont   | BBTE Kelen János Szilágyi Jenő Lendvai Pál Harsányi Várszegi                | 42 pont   | Testvériség Farkas Béla Killmann Ferenc Solcz Molnár Lajos Rakonczay Károly   | 79 pont   |
| mezei futás csapat     | MAC Csaplár András Iglói Mihály Németh Béla Szabó Miklós Fülöp József                  | 25 pont   | Újpesti TE Eper Imre Híres László Gulyás László Sárosi József Zoltai László | 30 pont   | Szegedi Vasutas SE Csonka Juhász Gyetvay József Kotok Tihanyi                 | 106 pont  |
| kis mezei futás csapat | Testvériség SE Farkas Béla Molnár Lajos Killmann Ferenc Rakonczay Károly Tárnoky Péter | 41 pont   | BSZKRT Esztergomi Mihály Simon István Tarsoly Lajos Vajda Goócz             | 49 pont   | BBTE Lendvay Pál Harsányi Weinhardt Hagymási Lajos Márta                      | 115 pont  |

### Nők
| Versenyszám   | Arany                                                                    | Arany   | Ezüst                                                               | Ezüst   | Bronz                                     | Bronz   |
| ------------- | ------------------------------------------------------------------------ | ------- | ------------------------------------------------------------------- | ------- | ----------------------------------------- | ------- |
| 100 m         | Turcsányi Klára Testnevelési Főiskola                                    | 13,1    | Fehér Sarolta Postás SE                                             | 13,2    | Hámos Éva Testnevelési Főiskola           | 13,6    |
| 200 m         | Fehér Sarolta Postás SE                                                  | 28,0    | Balla Ilona Olimpia                                                 | 28,1    | Hámos Éva Testnevelési Főiskola           | 28,4    |
| 80 m gát      | Turcsányi Klára Testnevelési Főiskola                                    | 14,0    | Romák Éva Testnevelési Főiskola                                     | 14,7    | Kövér Ilona Koszorú                       | 16,0    |
| magasugrás    | Rohrmann Mária KISOK                                                     | 145 cm  | Fekete Ilona Koszorú                                                | 143 cm  | Páhány Irén Koszorú                       | 143 cm  |
| távolugrás    | Piller Edit Testnevelési Főiskola                                        | 505 cm  | Lédermayer Ilona Koszorú                                            | 504 cm  | Fehér Sarolta Postás SE                   | 497 cm  |
| súlylökés     | Stockbauer Tessza Olimpia                                                | 10,05 m | Takács Klára Testnevelési Főiskola                                  | 9,75 m  | Nemere Katalin Testnevelési Főiskola      | 9,64 m  |
| diszkoszvetés | Nadányi Ágnes Nyíregyházi Vasutas SC                                     | 33,51 m | Stockbauer Tessza Olimpia                                           | 32,61 m | Kövér Ilona Koszorú                       | 25,98 m |
| gerelyhajítás | Lamos Margit Munkás TE                                                   | 32,26 m | Kövér Ilona Koszorú                                                 | 26,48 m | S. Kovács Margit Testnevelési Főiskola    | 25,51 m |
| 4 × 100 m     | Nemzeti TE Horváth Aranka Babai Margit Lőrinczi Anna Ipolyi-Keller Mária | 54,0    | Koszorú XIII. Fekete Ilona Kövér Ilona Zubek Ilona Lédermayer Ilona | 54,5    | Koszorú Kispest Gáldy Sziklai Láda Puskás | 57,2    |

### Magyar atlétikai csúcsok
- 5000 m 14:23,0 ocs. Kelen János BBTE Helsinki 8. 1.
- maraton 2:36:10,6 ocs. Kiss József MTK Szentendre 9. 29.
- 30 km gyaloglás 2:38:52,2 ocs. Selmeczi József FTC Budapest 8. 25.
- rúdugrás 410 cm ocs. Zsuffka Viktor MAC Budapest 6. 29.